# Vineam quam plantavit
Vineam quam plantavit es una encíclica del Papa Pío VII publicada el 12 de junio de 1817; es la última encíclica de su pontificado y está dirigida al episcopado francés. En este documento, el Papa propone una reestructuración de la iglesia en Francia, en virtud del proyecto de reformulación presentado por Luis XVIII a la jerarquía católica francesa; en efecto, el 25 de abril de 1816 el rey francés escribía al Papa:

«El medio de conseguir, santísimo padre, lo más pronto posible el objeto que vuestra beatitud y yo deseamos igualmente, el de restituir a la Iglesia de Francia la organización que necesita para cumplir su santo destino, y para facilitar a mis pueblos el ejercicio de la religión católica (...)» (El Barón Henrion, 1854, p. 203).